# Avira Antivirus
Avira Antivirus (bis 2011 Avira AntiVir) ist ein Antivirenprogramm des deutschen Software-Herstellers Avira, der zum US-amerikanischen Unternehmen Gen Digital gehört.
Ein aufgespannter Regenschirm in verschiedenen Formen ist das traditionelle Zeichen der Firma sowie ihres Hauptproduktes Avira Antivirus und der Auerbach-Stiftung.

## Marktpositionierung
Für Anwender ist der Einsatz der Freeware-Version Avira Free Antivirus kostenlos, für einen erweiterten Funktionsumfang oder die Anforderungen im kommerziellen Umfeld stehen als kostenpflichtige Varianten für Privatkunden Avira Antivirus Pro und Avira Internet Security Suite zur Verfügung. Avira bietet Kunden einige weitere kostenlose Programme im Bereich Computersicherheit an, Geschäftskunden außerdem Funktionen zum Schutz von Personalcomputern sowie Datei-, Mail- und Proxy-Servern für die Betriebssysteme Windows und Linux. Die Unterstützung der Varianten für PDAs und Geräte mit Windows Mobile wurde Ende 2011 eingestellt.

## Geschichte

Ehemaliges Logo

1988 brachte das Unternehmen H+BEDV Datentechnik das Produkt AntiVir auf den Markt, eines der ersten professionellen Antivirenprogramme überhaupt. Im Juni 2004 wurde in AntiVir ein Schutz gegen Internet-Dialer integriert, den zu dieser Zeit weltweit kein anderes Produkt enthielt. Aufgrund dessen verlieh das Land Baden-Württemberg dem Hersteller im Rahmen einer Mittelstandsinitiative die Auszeichnung „Innovation des Monats“. Im selben Jahr erschien eine AntiVir-Portierung für Linux. Später wurden neben den Windows-Varianten, auch die unixoiden Betriebssysteme FreeBSD, OpenBSD und Solaris unterstützt.
Mit der Freigabe der Version 2012 benannte Avira seine Produktpalette um. Die zuvor genutzte Marke AntiVir wurde aufgegeben; aus Avira Antivir Personal, der kostenlosen Variante, wurde Avira Free Antivirus, aus Avira AntiVir Premium wurde Avira Antivirus Premium und Avira Premium Security Suite wurde zu Avira Internet Security. Am 9. April 2013 wurde bekannt gegeben, dass Avira Free Antivirus nun Windows 8 unterstützt und Microsoft das Produkt entsprechend zertifiziert hat.
Am 30. Juni 2013 wurde die Unterstützung für Linux eingestellt. Bestehende Versionen sollten jedoch laut Hersteller noch bis Juni 2016 gepflegt werden.

## Funktionen
Avira Antivirus wehrt Trojaner, Würmer und Backdoors ab, schützt vor Dialern und Rootkits. Infizierte Dateien können in den meisten Fällen repariert werden. Integriert ist unter anderem ein Virenscanner, der den Datenverkehr im System in Echtzeit scannt und im Notfall Alarm schlägt. Dabei kann das Programm auf eine Heuristik-Funktion zum Schutz vor bislang unbekannten Viren zurückgreifen. Bei Verdacht auf einen Fehlalarm oder bisher unerkannte Malware besteht die Möglichkeit, die betroffenen Dateien beim Hersteller für eine genaue Analyse hochzuladen. Da der Nutzen eines Antivirenprogramms umso höher ist, je aktueller die verwendeten Virendefinitionen sind, stellt Avira mehrmals täglich in unregelmäßigen Abständen neue Virendefinitionsdateien zur Verfügung.
Ab Version 7.06 verfügt Avira Antivirus über einen Prozess-Schutz, dessen Ziel es ist, das Beenden des Virenscanners durch ein anderes Programm zu verhindern. Mit Version 8.1 wurde das Programm optisch überarbeitet und modularisiert. Die im März 2009 erschienene Version 9 brachte eine Unterstützung für Dualcore-Prozessoren und in der Freeware-Variante einen Spyware-Schutz sowie die Unterstützung für leistungsschwächere Netbooks.
Version 10 der Software erschien am 23. März 2010 und enthält die Mustererkennung ProActiv, die unbekannte Malware anhand bestimmter Aktionsmuster erkennen soll. Darüber hinaus wurde die Benutzeroberfläche überarbeitet und die generische Reparatur verbessert. Damit sollen nun infizierte Dateien und die Windows-Registrierungsdatenbank besser von Malware gesäubert werden können. Am 4. Oktober 2011 erschien die Version 2012 von Avira Antivirus. Sie soll ressourcenschonender sein und Viren effektiver entfernen. Zudem wurde die Oberfläche stark überarbeitet.
Seit 25. Juli 2016 wird auch bei den Pro Versionen per Update im Systemtray der bisher nur bei Avira Free obligate Avira Launcher installiert, der für andere Produkte von Avira wirbt.
Die Entwickler haben den Dateienscanner „Luke Filewalker“ betitelt, als Hinweis auf die fiktive Figur „Luke Skywalker“ aus dem Filmfranchise „Star Wars“.

## Kostenlose Varianten
Antivirus prüft in der kostenfreien Variante den E-Mail-Verkehr nicht direkt beim Versand oder Empfang. Der Virenscanner wird aber bei jedem Dateizugriff des E-Mail-Programms aktiv. Die ab Version 10 vorhandene Mustererkennung ist in der kostenlosen Fassung ebenso nicht enthalten. Seit dem 1. Oktober 2013 zeigt das Programm keine tägliche Werbeeinblendung mehr an, sondern weist regelmäßig auf die verfügbaren Premiumversionen des Programms hin.
Kostenlose Varianten für Mobilgeräte mit dem Betriebssystem Android gibt es unter dem Namen Avira Security und für iOS unter dem Namen Avira Mobile Security.